# Педја
Педја (ест. Pedja jõgi) четврта је река по дужини у Естонији. Свој ток започиње у североисточном делу земље, на побрђу Пандивере, углавном тече у смеру југозапада и након 122 km тока улива се у реку Емајиги, недалеко од места њеног изласка из језера Вирцјарв. Површина сливног подручја Педје је око 2.710 km². Укупан пад речног корита је 69,3 метра, док је просечан пад око 0,57 метара по километру тока. Просечан проток је 10,9 m³/s.
Њена највећа и најважнија притока је река Пилцама коју прима на свом четвртом километру узводно од ушћа. Највеће градско насеље кроз које протиче Педја је градић Јигева.
Подручје уз доњи ток Педје налази се под заштитом државе и реч је о највећем природном резервату у Естонији површине 342 km² (резерват дивљине и рамсарско станиште Алам-Педја).